# باس سيبوم
باس سيبوم (بالهولندية: Bas Sibum)‏ (26 ديسمبر 1982 في هولندا - ) هو لاعب كرة قدم هولندي في مركز الوسط. لعب مع ألمانيا آخن وإن إي سي نيميخن وتفينتي أنشخيدة ورودا ياي سي وفاسلاند بيفيرين ونادي إيمن وهيراكليس ألميلو.

## وصلات خارجية
- باس سيبوم على موقع قاعدة بيانات كرة القدم.إي يو (الإنجليزية)
- باس سيبوم على موقع بيانات كرة القدم. دي إي (الألمانية)
- باس سيبوم على موقع Soccerway.com (الإنجليزية)